# Cima di Savoretta
La Cima di Savoretta (3.053 m s.l.m.; in lombardo Saoréta) è una montagna delle Alpi dell'Ortles nelle Alpi Retiche meridionali. Si trova in Lombardia (al confine tra provincia di Brescia e provincia di Sondrio).

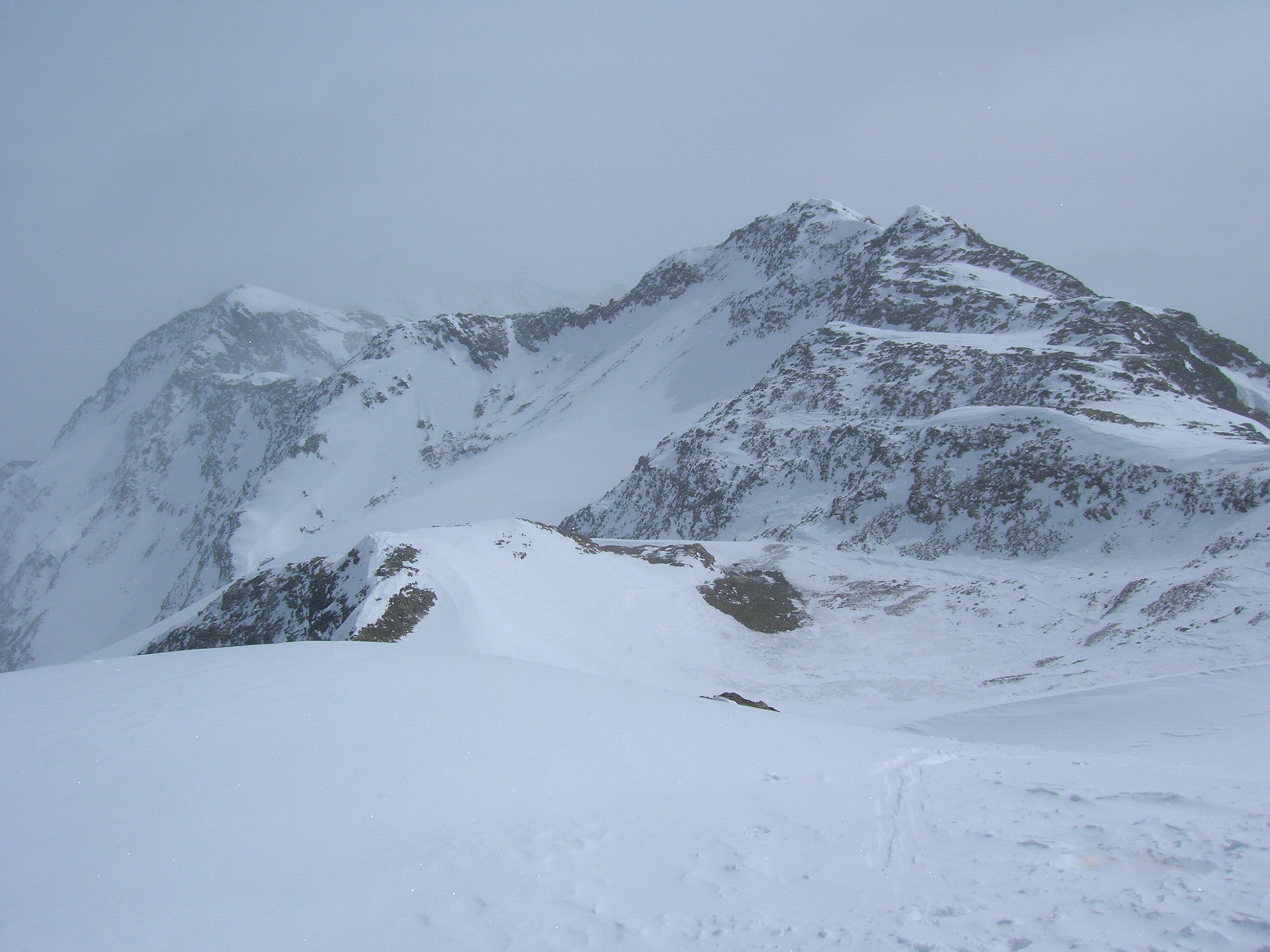
Panorama dalla vetta